# Lissay-Lochy
Lissay-Lochy és un municipi francès, situat al departament de Cher i a la regió de Centre – Vall del Loira. L'any 2007 tenia 202 habitants.

## Demografia

### Població
El 2007 la població de fet de Lissay-Lochy era de 202 persones. Hi havia 76 famílies, de les quals 20 eren unipersonals (16 homes vivint sols i 4 dones vivint soles), 20 parelles sense fills i 36 parelles amb fills.
La població ha evolucionat segons el següent gràfic:
Habitants censats

### Habitatges
El 2007 hi havia 83 habitatges, 77 eren l'habitatge principal de la família i 6 estaven desocupats. 81 eren cases i 2 eren apartaments. Dels 77 habitatges principals, 52 estaven ocupats pels seus propietaris, 24 estaven llogats i ocupats pels llogaters i 1 estava cedit a títol gratuït; 3 tenien dues cambres, 7 en tenien tres, 23 en tenien quatre i 44 en tenien cinc o més. 58 habitatges disposaven pel capbaix d'una plaça de pàrquing. A 33 habitatges hi havia un automòbil i a 43 n'hi havia dos o més.

### Piràmide de població
La piràmide de població per edats i sexe el 2009 era:
| Homes | Edats   | Dones |
| ----- | ------- | ----- |
| 0     | 95 o +  | 0     |
| 0     | 90 a 94 | 0     |
| 0     | 85 a 89 | 0     |
| 0     | 80 a 84 | 0     |
| 8     | 75 a 79 | 0     |
| 4     | 70 a 74 | 8     |
| 0     | 65 a 69 | 0     |
| 4     | 60 a 64 | 0     |
| 0     | 55 a 59 | 4     |
| 12    | 50 a 54 | 4     |
| 8     | 45 a 49 | 4     |
| 4     | 40 a 44 | 12    |
| 12    | 35 a 39 | 12    |
| 8     | 30 a 34 | 8     |
| 20    | 25 a 29 | 0     |
| 0     | 20 a 24 | 12    |
| 4     | 15 a 19 | 4     |
| 32    | 10 a 14 | 8     |
| 12    | 5 a 9   | 8     |
| 0     | 0 a 4   | 12    |

## Economia
El 2007 la població en edat de treballar era de 136 persones, 122 eren actives i 14 eren inactives. De les 122 persones actives 111 estaven ocupades (60 homes i 51 dones) i 11 estaven aturades (5 homes i 6 dones). De les 14 persones inactives 2 estaven jubilades, 11 estaven estudiant i 1 estava classificada com a «altres inactius».

### Ingressos
El 2009 a Lissay-Lochy hi havia 75 unitats fiscals que integraven 211 persones, la mediana anual d'ingressos fiscals per persona era de 20.333 €.

### Activitats econòmiques
Dels 8 establiments que hi havia el 2007, 2 eren d'empreses de construcció, 2 d'empreses de comerç i reparació d'automòbils, 1 d'una empresa de transport, 2 d'empreses d'hostatgeria i restauració i 1 d'una empresa immobiliària.
Dels 5 establiments de servei als particulars que hi havia el 2009, 2 eren fusteries, 2 restaurants i 1 agència immobiliària.
L'únic establiment comercial que hi havia el 2009 era una botiga de roba.
L'any 2000 a Lissay-Lochy hi havia 6 explotacions agrícoles que ocupaven un total de 1.974 hectàrees.

## Poblacions més properes
El següent diagrama mostra les poblacions més properes.